# 牧名ことり
牧名 ことり（まきな ことり、6月23日-）は、OSK日本歌劇団の元娘役スター。東京都北区出身。出身校は北豊島高等学校。

## 略歴
1999年、日本歌劇学校入学。第74期生。同期に寿依千、珂逢こころ、出口紗智子ら。
2001年2月から3月にかけての近鉄劇場公演『闇の貴公子』で初舞台を踏む。3月、歌劇学校を卒業。歌劇学校は前年の2000年に生徒の募集を停止したため、74期は最後の卒業生となる。4月頃、OSK日本歌劇団に入団するが、翌年の2002年6月に歌劇団の解散が決定。2003年の解散後、先行きの不安と迷いから一旦は東京へ戻るが、「歌劇」への強い思いから同年冬までに活動に復帰する。
OSK再結成後の2007年、娘役ユニット「チェリーガールズ」の初代メンバーに選抜される。
2008年より、朝香櫻子とともに桜花昇ぼるの相手役を務め、松竹座及び南座公演、上海万博公演等、多くの舞台でヒロインを演じた。
2015年11月、南座『OSK レビュー in KYOTO』をもって退団。

## 主な舞台
- 2001年2月～3月 - 近鉄劇場『闇の貴公子』
- 2001年11月 - MIDシアター『Nocturne』リーザ役
- 2002年2月 - 近鉄劇場『新・闇の貴公子』晴明少年役
- 2005年12月～2006年2月 -  松竹座・名鉄ホール・天王洲アートスフィア『わが歌ブギウギ』  ※外部出演
- 2006年5月 - 世界館『Dancer』ジュリア役
- 2007年11月 - 南座：NewOSK レビュー in KYOTO『源氏千年夢絵巻 ロマンス』若紫役、『シャイニングOSK』
- 2008年10月 - たけふ菊人形：越前に咲いた華『光源氏 紫式部絵巻』 紫式部役、『カレードスコープ』
- 2008年7月 - 南座：レビューin KYOTO II『源氏千年夢絵巻 輪舞曲』 中君役、『ミレニアム・ドリーム』
- 2009年3月 - 松竹座：レビュー春のおどり『桜彦翔る!』ゼノビア役、『RUN & RUN』
- 2009年7月 - 南座：レビュー in KYOTO　III『さくら颱風』『DREAMS COME TRUE!』
- 2009年10月 - たけふ菊人形『ファシネーション』ローザ役
- 2010年1月 - サンケイホールブリーゼ『YUKIMURA』淀殿役、『Burning Heart』
- 2010年2月 -　いかるがホール『聖徳太子絵巻』刀自古郎女役
- 2010年4月 - 松竹座：レビュー春のおどり『桜彦翔る! エピソードII』ゼノビア役、『JUMPING TOMORROW!』
- 2010年7月 - 南座：レビュー in KYOTO IV 『みやこ浪漫 RYOMA』おりょう役、『ダンシング・ラプソディ』
- 2010年7月 - 上海万博日本館『夢の旅人 NAKAMARO』楊貴妃役
- 2010年10月 - たけふ菊人形『Love Force』お龍役
- 2010年12月 - 大阪国際交流センター『女帝を愛した男』エカテリーナ役
- 2011年7月 - 南座：虹のおどり『安土ロマネスク』濃姫役、『MIDSUMMER STEP ダンシング・ファンタジー』
- 2011年9月 - 三越劇場『桜NIPPON・踊るOSK!』
- 2012年1月 - 大阪ドーンセンター『Addio』リーダ役
- 2013年6月 - 大丸心斎橋劇場『MOUSTACHE』ドロシー役、『ファム・ファタール』
- 2012年7月 - 南座：レビュー in KYOTO『シンデレラ・パリ』カトリーヌ役、『グラン・ジュテ』
- 2013年8月 - 南座：レビュー in KYOTO『Love Traveler』ジェニファー役、『ネクステージ』